# Església de les Santes Justa i Rufina (Oriola)
L'església parroquial de les Santes Justa i Rufina d'Oriola és un temple catòlic situat a la ciutat d'Oriola, Baix Segura), edificat al segle xiv i amb reformes dels segles xvi i xviii. Consta d'una sola nau i capelles laterals entre els contraforts; té dues portades i un campanar. En gran part el temple és de factura gòtica, encara que posseeix parts construïdes o ampliades en estil barroc. L'edifici va ser declarat Monument Historicoartístic l'1 d'abril de 1971, i va esdevindre Bé d'Interés Cultural el 1985 amb l'aprovació de la Llei del Patrimoni Històric Espanyol.

## Arquitectura

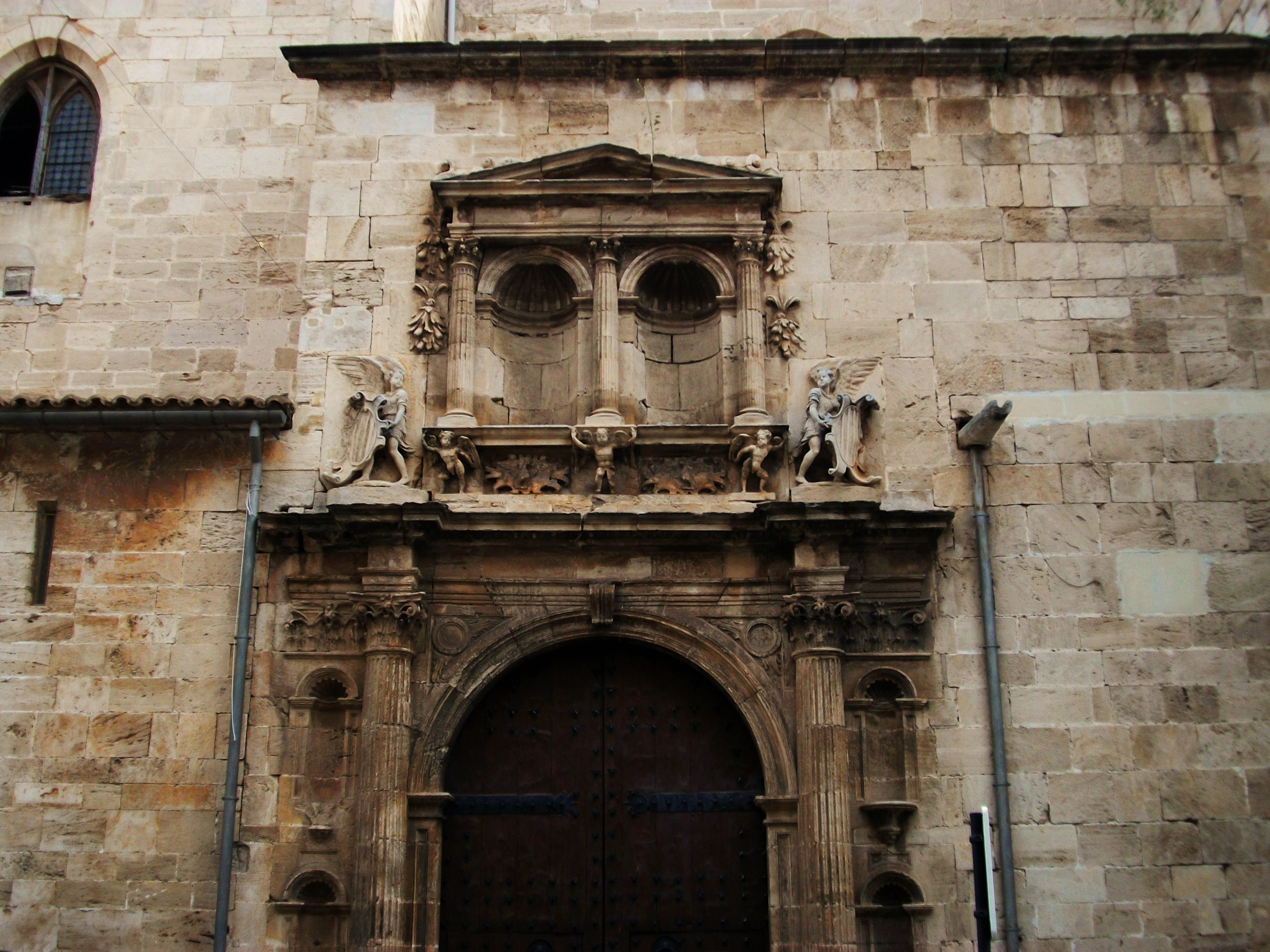
Portada renaixentista

A l'exterior l'església té dues portades de períodes diferents, la portada lateral o de l'Evangeli s'obri al costat de l'Evangeli del temple. És d'estil renaixentista, el seu disseny s'atribueix a l'arquitecte Juan Inglés, molt pròxim a la manera de fer de Jerónimo Quijano, i que reprodueix l'estil de portada d'arc de triomf que ell mateix va difondre per la ciutat des que va arribar de Tortosa. De motiu triomfal però només amb una columna a cada costat, traspilastres desplaçades als costats amb fornícules al seu dau, frisos amb acants i caulicles que prolonguen els capitells, aquesta portada es realitzà al voltant de l'any 1568. Al cos superior de la portada el pes de l'edícula de doble fornícula dividides per tres columnes recau en tres àngels a manera d'atlants amb les ales desplegades. Les escultures d'aquesta portada, com els àngels que sostenen escuts, són obra de Francisco de Ayala i tenen una gran qualitat escultòrica. Amb el seu protagonisme aquestes escultures manifesten la tendència a donar una més gran cabuda a la figura humana en els conjunts arquitectònics en detriment del menut decorativisme italianitzant de principi de segle.
L'altra portada és la dels peus del temple i principal, també anomenada de les grades. És una obra d'estil barroc, realitzada en el segle xviii per l'arquitecte Antonio Villanueva, s'observa una gran influència del mestre Jaume Bort, que va treballar en el mateix temple poc abans. La part superior de la portada està decorada amb un medalló de les santes titulars d'estil berniniesc. Als costats de la mateixa s'anaven a disposar altres dos, però finalment l'obra va quedar inacabada.

### Campanar

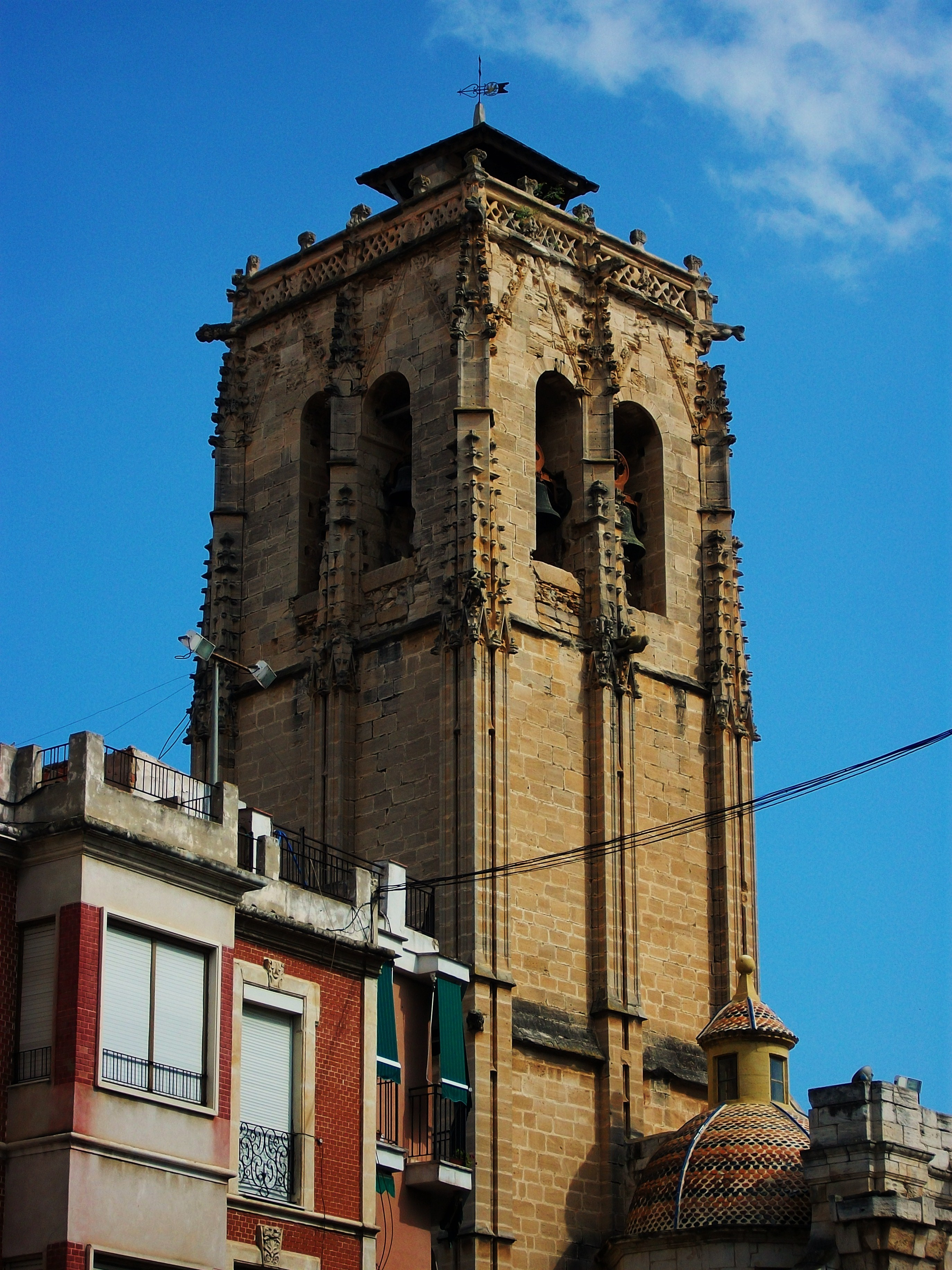
Campanar

L'edifici té una imponent torre campanar gòtic decorat amb pinacles i una volta de creueria en el cos de campanes. Juntament amb el Micalet de la catedral de València són els únics campanars gòtics d'aquesta tipologia del País Valencià. El mateix posseeix un important conjunt de campanes, en la seua major part dels segles xvii al xix.
El campanar conserva una de les peces de rellotgeria més antics d'Espanya i el més antic del País Valencià, datat de principis del segle xiv. El rellotge posseïa una doble finalitat com era la de regir el culte de l'església i alhora regir la vida de la ciutat per estar situada l'església al costat de la plaça de la ciutat, a la Casa del Consell (ajuntament) i just davant del Palau del Governador d'Oriola.

### Interior
El temple és de nau única amb capelles entre els contraforts. La nau és de volta. Està coberta per una volta de tercelets, les claus estan decorades amb policromia i daurat, figurant-hi motius de la ciutat, motius de la Corona d'Aragó i de les santes titulars de l'església.
Entre l'espai entre els contraforts es construïren diverses capelles. En una d'elles sant Vicent Ferrer va crear la Confraria de la Sang el gener de 1411. Destaca la capella de Sant Antoni pel seu retaule barroc amb columnes salomòniques realitzat pel tallista del segle xviii José Ganga Ripoll.
El presbiteri és de planta quadrada amb gran cúpula sobre petxines i tambor, en el qual foren obertes finestres per il·luminar el mateix presbiteri. Les petxines estan decorades amb llenços de Bartomeu Albert fill o el menor.
El presbiteri va ser dissenyat en estil renaixentista seguint les pautes herrerianes pel francès Agustí de Bernaldino, substituint l'anterior presbiteri gòtic, decorant les voltes, murs i cúpula amb cassetons. Posseïa un impressionant retaule major que va ser cremat durant la Guerra Civil espanyola, juntament amb gran part de les capelles i mobiliari del temple.
Als peus del temple s'obre la capella de la Comunió construïda al segle xviii. El seu disseny es deu a l'arquitecte Antonio Villanueva, concebent la capella com dues parts diferenciades. Una primera part a manera d'atri amb planta quadrada i una segona part, la capella pròpiament dita, de planta ovalada, culminant aquesta planta amb una cúpula el·líptica que a l'exterior es tradueix en una mitja taronja. La cúpula està sustentada per pilastres d'ordre compost i daurades. La capella la presideix un bell retaule barroc classicista del segle xviii realitzat pel tallista José Ganga i Ripoll. Al centre el presideix la Mare de Déu del Roser, talla gòtica del segle xiv, daurada i repolicromada al segle xvii.
A la part quadrada del temple es troba la pila baptismal, obra en marbre roig realitzada pel valencià Joan Baptista Borja. En un principi havia de tenir als seus peus diversos lleons tallats, però finalment Borja els va substituir per una tapa tallada en fusta amb profusa decoració en la qual hi ha tallat diversos passatges de la Bíblia. Aquesta part del temple està decorada per obres del segle xviii, algunes de Joaquín Campos com El Bon Pastor.
La sagristia va ser realitzada al segle xviii. El seu disseny es deu a l'arquitecte Jaume Bort i Melià, qui va dissenyar una sagristia de planta quadrada i diàfana amb volta adovellada, obrint finestres mitjançant la construcció de llunetes. La sagristia la recorre un entaulament amb decoració barroca.
Aquesta construcció va ser adornada amb un gran mobiliari de talla del segle xviii, realitzada en estil barroc, obra del tallista barroc Josep de Ganga, reservant un gran armari central per l'urna del monument de Dijous Sant, obra de Antoine Duparc (de principis del segle xviii).
Davant d'aquesta estança es troba l'avantsagristia decorada amb diversos quadres i retrats del segle xviii com el Naixement de Crist, les Santes Justa i Rufina o el Retrat del Bisbe Tormo d'Oriola. A més, hi ha la font realitzada en marbre del xviii.

## Patrimoni moble del temple
El temple fou saquejat en la Guerra de Successió i en la Guerra Civil espanyola, per la qual cosa el seu actual patrimoni moble s'ha vist molt reduït. D'entre el patrimoni moble de l'edifici conservat destaca el retaule de la capella de la Comunió del segle xviii i el de la capella de Sant Antoni (segle xviii). Així mateix destaquen la imatge de la Mare de Déu del Rosari, obra gòtica del segle xiv. El temple té un important conjunt d'orfebreria en gran part de factura barroca, neoclassicista i academicista.
Cal destacar especialment l'orgue del temple, instrument que s'alça als peus del temple, per sobre de la cancel·la de la porta principal. Fou construït al segle xviii. Es tracta d'un instrument romàntic amb caixa neogòtica decorada la seva part alta amb diversos frontons. Tota la caixa es troba daurada i policromada, en especial els frontons.
L'orgue posseïa dues portes d'entrada totalment policromades que actualment es troben al museu de la Diputació al Castell de Santa Bàrbara d'Alacant.